# 琴书大全
《琴書大全》，古琴譜，明万历十八年（1590）琴家蒋克谦辑。 全书共二十二卷，收錄許多古代琴書，涵盖了音律、古琴指法、历代弹琴圣贤记载、琴文、琴詩等详细资料，琴曲則有62曲。
目录的标题和编排次第与千倾堂书目所载《永乐琴书集成》完全相同，编前有萬历十八年庚寅萧大亨序及蒋氏自序，编末有赵鹏程跋。编中一至二十卷論琴，其目录与千倾堂所載《永乐琴书集成》目录完全相同，第二十一、二十二卷为琴谱，谱前有蒋氏附言及谱目，资料之全，可以弥补《西麓堂琴统》曲谱多而指法说明残缺的缺陷。